# 1876 en football
Cet article présente les faits marquants de l'année 1876 en football.

## Fédérations nationales
- Fondation de la Fédération de football de Galles.

## Clubs fondés en 1876
- en Angleterre :
  - fondation du club de Accrington Football Club basé à Accrington.
  - fondation du club de Middlesbrough Football Club basé à Middlesbrough.
  - fondation du club de Stafford Rangers Football Club basé à Stafford.
- au Danemark :
  - fondation du club omnisports de Kjøbenhavns Boldklub,avec une section football basé à Copenhague.
- en Écosse :
  - fondation du club de Falkirk Football Club basé à Falkirk.

## Janvier
- Premiers cas de professionnalisme à Sheffield avec Peter Andrews (Sheffield's Heeley Club) et J.J. Lang (The Wednesday).

## Mars
- 11 mars : à Londres, finale de la 5e FA Challenge Cup (32 inscrits). Wanderers FC et Old Etonians, 1-1 devant 3 000 spectateurs au Kennington Oval. Finale à rejouer.
- 11 mars : à Glasgow, finale de la 3e édition de la Coupe d'Écosse. Queen's Park FC et Third Lanark, 1-1 devant 10 000 spectateurs à Hamilton Crescent. Finale à rejouer.
- 18 mars : 
  - au Kennington Oval à Londres, en finale de la 5e FA Challenge Cup. Wanderers FC bat Old Etonians 3-0 devant 3 500 spectateurs.
  - à Glasgow, (Hamilton Cresent), en finale de la 3e édition de la Coupe d'Écosse, Queen's Park s'impose face à Third Lanark, 2-0 devant 8 000 spectateurs.
- 25 mars : à Glasgow (Hamilton Crescent), premier match international de football opposant Écossais et Gallois. L'Écosse s'impose 4-0' devant 17 000 spectateurs.

## Naissances
- 12 janvier : William Paats, professeur d'éducation physique et dirigeant de football néerlandais. Fondateur du Club Olimpia. Membre du APF. († 1946).
- 16 janvier : Claude Buckenham, joueur de cricket et footballeur anglais. († 1937).
- 13 avril : Robert Smyth McColl, footballeur écossais. († 1958).
- 28 juin : Robert Guérin, journaliste et dirigeant sportif français. Président de la FIFA de 1904 à 1906. († 1952).
- 21 septembre : William Maxwell, footballeur puis entraîneur écossais. († 1940).
- 7 novembre : Alex Smith, footballeur écossais. († 1954).
- 16 décembre : Rodolphe William Seeldrayers, sportif belge. Président de la FIFA de 1954 à 1955. († 1955).
- André Billy, dirigeant de football français. Président de l'OL de 1907 à 1911. († 1913).